# Corythalia electa
Corythalia electa är en spindelart som först beskrevs av Peckham, Peckham 1901.  Corythalia electa ingår i släktet Corythalia och familjen hoppspindlar. Inga underarter finns listade i Catalogue of Life.